# Бранко Дамљановић
Овај чланак користи алгебарску шаховску нотацију како би се описали шаховски потези.
Бранко Дамљановић (рођен 17. јуна 1961. у Новом Саду, ФНРЈ) је српски шахиста.
Године 1979, постаје мајстор, а 1981. од ФИДЕ добија титулу интернационалног мајстора. Велемајстор постаје 1989. Шампион је СФР Југославије — 1991. године, СР Југославије — 2001. године, и Србије и Црне Горе 2006. године. Међународни турнири на којима је имао запажене резултате су у Грацу 1987, Nea Makri 1990, зонски турнир у Београду 1992, Сарагоса 1993, Ла Коруња 1996, Виља Реал де Санто Антонио (шп. Vila Real de Santo António) - 1998, Београд 2000. и Фраскати 2006.
Члан је ваљевског шах-клуба „Горење“.
На ФИДЕ рејтинг-листи за април 2008. Бранко Дамљановић имао је 2595 поена, што га је сврставало на четврто место најбољих српских шахиста и на 175. место у свету.

## Изабране партије

### Дејан Пикула(2542) - Бранко Дамљановић (2595)
|   | a | b | c | d | e | f | g | h |   |
| 8 | c8 black rook · f8 black rook · g8 black king · b7 black pawn · d7 black bishop · e7 black knight · f7 black pawn · g7 black bishop · h7 black pawn · a6 black pawn · b6 black queen · d6 black pawn · e6 black pawn · f6 black pawn · h5 white queen · e4 white pawn · b3 white knight · c3 white knight · g3 white pawn · h3 white bishop · a2 white pawn · b2 white pawn · c2 white pawn · d2 white rook · f2 white pawn · h2 white pawn · b1 white king · d1 white rook | c8 black rook · f8 black rook · g8 black king · b7 black pawn · d7 black bishop · e7 black knight · f7 black pawn · g7 black bishop · h7 black pawn · a6 black pawn · b6 black queen · d6 black pawn · e6 black pawn · f6 black pawn · h5 white queen · e4 white pawn · b3 white knight · c3 white knight · g3 white pawn · h3 white bishop · a2 white pawn · b2 white pawn · c2 white pawn · d2 white rook · f2 white pawn · h2 white pawn · b1 white king · d1 white rook | c8 black rook · f8 black rook · g8 black king · b7 black pawn · d7 black bishop · e7 black knight · f7 black pawn · g7 black bishop · h7 black pawn · a6 black pawn · b6 black queen · d6 black pawn · e6 black pawn · f6 black pawn · h5 white queen · e4 white pawn · b3 white knight · c3 white knight · g3 white pawn · h3 white bishop · a2 white pawn · b2 white pawn · c2 white pawn · d2 white rook · f2 white pawn · h2 white pawn · b1 white king · d1 white rook | c8 black rook · f8 black rook · g8 black king · b7 black pawn · d7 black bishop · e7 black knight · f7 black pawn · g7 black bishop · h7 black pawn · a6 black pawn · b6 black queen · d6 black pawn · e6 black pawn · f6 black pawn · h5 white queen · e4 white pawn · b3 white knight · c3 white knight · g3 white pawn · h3 white bishop · a2 white pawn · b2 white pawn · c2 white pawn · d2 white rook · f2 white pawn · h2 white pawn · b1 white king · d1 white rook | c8 black rook · f8 black rook · g8 black king · b7 black pawn · d7 black bishop · e7 black knight · f7 black pawn · g7 black bishop · h7 black pawn · a6 black pawn · b6 black queen · d6 black pawn · e6 black pawn · f6 black pawn · h5 white queen · e4 white pawn · b3 white knight · c3 white knight · g3 white pawn · h3 white bishop · a2 white pawn · b2 white pawn · c2 white pawn · d2 white rook · f2 white pawn · h2 white pawn · b1 white king · d1 white rook | c8 black rook · f8 black rook · g8 black king · b7 black pawn · d7 black bishop · e7 black knight · f7 black pawn · g7 black bishop · h7 black pawn · a6 black pawn · b6 black queen · d6 black pawn · e6 black pawn · f6 black pawn · h5 white queen · e4 white pawn · b3 white knight · c3 white knight · g3 white pawn · h3 white bishop · a2 white pawn · b2 white pawn · c2 white pawn · d2 white rook · f2 white pawn · h2 white pawn · b1 white king · d1 white rook | c8 black rook · f8 black rook · g8 black king · b7 black pawn · d7 black bishop · e7 black knight · f7 black pawn · g7 black bishop · h7 black pawn · a6 black pawn · b6 black queen · d6 black pawn · e6 black pawn · f6 black pawn · h5 white queen · e4 white pawn · b3 white knight · c3 white knight · g3 white pawn · h3 white bishop · a2 white pawn · b2 white pawn · c2 white pawn · d2 white rook · f2 white pawn · h2 white pawn · b1 white king · d1 white rook | c8 black rook · f8 black rook · g8 black king · b7 black pawn · d7 black bishop · e7 black knight · f7 black pawn · g7 black bishop · h7 black pawn · a6 black pawn · b6 black queen · d6 black pawn · e6 black pawn · f6 black pawn · h5 white queen · e4 white pawn · b3 white knight · c3 white knight · g3 white pawn · h3 white bishop · a2 white pawn · b2 white pawn · c2 white pawn · d2 white rook · f2 white pawn · h2 white pawn · b1 white king · d1 white rook | 8 |
| 7 | c8 black rook · f8 black rook · g8 black king · b7 black pawn · d7 black bishop · e7 black knight · f7 black pawn · g7 black bishop · h7 black pawn · a6 black pawn · b6 black queen · d6 black pawn · e6 black pawn · f6 black pawn · h5 white queen · e4 white pawn · b3 white knight · c3 white knight · g3 white pawn · h3 white bishop · a2 white pawn · b2 white pawn · c2 white pawn · d2 white rook · f2 white pawn · h2 white pawn · b1 white king · d1 white rook | c8 black rook · f8 black rook · g8 black king · b7 black pawn · d7 black bishop · e7 black knight · f7 black pawn · g7 black bishop · h7 black pawn · a6 black pawn · b6 black queen · d6 black pawn · e6 black pawn · f6 black pawn · h5 white queen · e4 white pawn · b3 white knight · c3 white knight · g3 white pawn · h3 white bishop · a2 white pawn · b2 white pawn · c2 white pawn · d2 white rook · f2 white pawn · h2 white pawn · b1 white king · d1 white rook | c8 black rook · f8 black rook · g8 black king · b7 black pawn · d7 black bishop · e7 black knight · f7 black pawn · g7 black bishop · h7 black pawn · a6 black pawn · b6 black queen · d6 black pawn · e6 black pawn · f6 black pawn · h5 white queen · e4 white pawn · b3 white knight · c3 white knight · g3 white pawn · h3 white bishop · a2 white pawn · b2 white pawn · c2 white pawn · d2 white rook · f2 white pawn · h2 white pawn · b1 white king · d1 white rook | c8 black rook · f8 black rook · g8 black king · b7 black pawn · d7 black bishop · e7 black knight · f7 black pawn · g7 black bishop · h7 black pawn · a6 black pawn · b6 black queen · d6 black pawn · e6 black pawn · f6 black pawn · h5 white queen · e4 white pawn · b3 white knight · c3 white knight · g3 white pawn · h3 white bishop · a2 white pawn · b2 white pawn · c2 white pawn · d2 white rook · f2 white pawn · h2 white pawn · b1 white king · d1 white rook | c8 black rook · f8 black rook · g8 black king · b7 black pawn · d7 black bishop · e7 black knight · f7 black pawn · g7 black bishop · h7 black pawn · a6 black pawn · b6 black queen · d6 black pawn · e6 black pawn · f6 black pawn · h5 white queen · e4 white pawn · b3 white knight · c3 white knight · g3 white pawn · h3 white bishop · a2 white pawn · b2 white pawn · c2 white pawn · d2 white rook · f2 white pawn · h2 white pawn · b1 white king · d1 white rook | c8 black rook · f8 black rook · g8 black king · b7 black pawn · d7 black bishop · e7 black knight · f7 black pawn · g7 black bishop · h7 black pawn · a6 black pawn · b6 black queen · d6 black pawn · e6 black pawn · f6 black pawn · h5 white queen · e4 white pawn · b3 white knight · c3 white knight · g3 white pawn · h3 white bishop · a2 white pawn · b2 white pawn · c2 white pawn · d2 white rook · f2 white pawn · h2 white pawn · b1 white king · d1 white rook | c8 black rook · f8 black rook · g8 black king · b7 black pawn · d7 black bishop · e7 black knight · f7 black pawn · g7 black bishop · h7 black pawn · a6 black pawn · b6 black queen · d6 black pawn · e6 black pawn · f6 black pawn · h5 white queen · e4 white pawn · b3 white knight · c3 white knight · g3 white pawn · h3 white bishop · a2 white pawn · b2 white pawn · c2 white pawn · d2 white rook · f2 white pawn · h2 white pawn · b1 white king · d1 white rook | c8 black rook · f8 black rook · g8 black king · b7 black pawn · d7 black bishop · e7 black knight · f7 black pawn · g7 black bishop · h7 black pawn · a6 black pawn · b6 black queen · d6 black pawn · e6 black pawn · f6 black pawn · h5 white queen · e4 white pawn · b3 white knight · c3 white knight · g3 white pawn · h3 white bishop · a2 white pawn · b2 white pawn · c2 white pawn · d2 white rook · f2 white pawn · h2 white pawn · b1 white king · d1 white rook | 7 |
| 6 | c8 black rook · f8 black rook · g8 black king · b7 black pawn · d7 black bishop · e7 black knight · f7 black pawn · g7 black bishop · h7 black pawn · a6 black pawn · b6 black queen · d6 black pawn · e6 black pawn · f6 black pawn · h5 white queen · e4 white pawn · b3 white knight · c3 white knight · g3 white pawn · h3 white bishop · a2 white pawn · b2 white pawn · c2 white pawn · d2 white rook · f2 white pawn · h2 white pawn · b1 white king · d1 white rook | c8 black rook · f8 black rook · g8 black king · b7 black pawn · d7 black bishop · e7 black knight · f7 black pawn · g7 black bishop · h7 black pawn · a6 black pawn · b6 black queen · d6 black pawn · e6 black pawn · f6 black pawn · h5 white queen · e4 white pawn · b3 white knight · c3 white knight · g3 white pawn · h3 white bishop · a2 white pawn · b2 white pawn · c2 white pawn · d2 white rook · f2 white pawn · h2 white pawn · b1 white king · d1 white rook | c8 black rook · f8 black rook · g8 black king · b7 black pawn · d7 black bishop · e7 black knight · f7 black pawn · g7 black bishop · h7 black pawn · a6 black pawn · b6 black queen · d6 black pawn · e6 black pawn · f6 black pawn · h5 white queen · e4 white pawn · b3 white knight · c3 white knight · g3 white pawn · h3 white bishop · a2 white pawn · b2 white pawn · c2 white pawn · d2 white rook · f2 white pawn · h2 white pawn · b1 white king · d1 white rook | c8 black rook · f8 black rook · g8 black king · b7 black pawn · d7 black bishop · e7 black knight · f7 black pawn · g7 black bishop · h7 black pawn · a6 black pawn · b6 black queen · d6 black pawn · e6 black pawn · f6 black pawn · h5 white queen · e4 white pawn · b3 white knight · c3 white knight · g3 white pawn · h3 white bishop · a2 white pawn · b2 white pawn · c2 white pawn · d2 white rook · f2 white pawn · h2 white pawn · b1 white king · d1 white rook | c8 black rook · f8 black rook · g8 black king · b7 black pawn · d7 black bishop · e7 black knight · f7 black pawn · g7 black bishop · h7 black pawn · a6 black pawn · b6 black queen · d6 black pawn · e6 black pawn · f6 black pawn · h5 white queen · e4 white pawn · b3 white knight · c3 white knight · g3 white pawn · h3 white bishop · a2 white pawn · b2 white pawn · c2 white pawn · d2 white rook · f2 white pawn · h2 white pawn · b1 white king · d1 white rook | c8 black rook · f8 black rook · g8 black king · b7 black pawn · d7 black bishop · e7 black knight · f7 black pawn · g7 black bishop · h7 black pawn · a6 black pawn · b6 black queen · d6 black pawn · e6 black pawn · f6 black pawn · h5 white queen · e4 white pawn · b3 white knight · c3 white knight · g3 white pawn · h3 white bishop · a2 white pawn · b2 white pawn · c2 white pawn · d2 white rook · f2 white pawn · h2 white pawn · b1 white king · d1 white rook | c8 black rook · f8 black rook · g8 black king · b7 black pawn · d7 black bishop · e7 black knight · f7 black pawn · g7 black bishop · h7 black pawn · a6 black pawn · b6 black queen · d6 black pawn · e6 black pawn · f6 black pawn · h5 white queen · e4 white pawn · b3 white knight · c3 white knight · g3 white pawn · h3 white bishop · a2 white pawn · b2 white pawn · c2 white pawn · d2 white rook · f2 white pawn · h2 white pawn · b1 white king · d1 white rook | c8 black rook · f8 black rook · g8 black king · b7 black pawn · d7 black bishop · e7 black knight · f7 black pawn · g7 black bishop · h7 black pawn · a6 black pawn · b6 black queen · d6 black pawn · e6 black pawn · f6 black pawn · h5 white queen · e4 white pawn · b3 white knight · c3 white knight · g3 white pawn · h3 white bishop · a2 white pawn · b2 white pawn · c2 white pawn · d2 white rook · f2 white pawn · h2 white pawn · b1 white king · d1 white rook | 6 |
| 5 | c8 black rook · f8 black rook · g8 black king · b7 black pawn · d7 black bishop · e7 black knight · f7 black pawn · g7 black bishop · h7 black pawn · a6 black pawn · b6 black queen · d6 black pawn · e6 black pawn · f6 black pawn · h5 white queen · e4 white pawn · b3 white knight · c3 white knight · g3 white pawn · h3 white bishop · a2 white pawn · b2 white pawn · c2 white pawn · d2 white rook · f2 white pawn · h2 white pawn · b1 white king · d1 white rook | c8 black rook · f8 black rook · g8 black king · b7 black pawn · d7 black bishop · e7 black knight · f7 black pawn · g7 black bishop · h7 black pawn · a6 black pawn · b6 black queen · d6 black pawn · e6 black pawn · f6 black pawn · h5 white queen · e4 white pawn · b3 white knight · c3 white knight · g3 white pawn · h3 white bishop · a2 white pawn · b2 white pawn · c2 white pawn · d2 white rook · f2 white pawn · h2 white pawn · b1 white king · d1 white rook | c8 black rook · f8 black rook · g8 black king · b7 black pawn · d7 black bishop · e7 black knight · f7 black pawn · g7 black bishop · h7 black pawn · a6 black pawn · b6 black queen · d6 black pawn · e6 black pawn · f6 black pawn · h5 white queen · e4 white pawn · b3 white knight · c3 white knight · g3 white pawn · h3 white bishop · a2 white pawn · b2 white pawn · c2 white pawn · d2 white rook · f2 white pawn · h2 white pawn · b1 white king · d1 white rook | c8 black rook · f8 black rook · g8 black king · b7 black pawn · d7 black bishop · e7 black knight · f7 black pawn · g7 black bishop · h7 black pawn · a6 black pawn · b6 black queen · d6 black pawn · e6 black pawn · f6 black pawn · h5 white queen · e4 white pawn · b3 white knight · c3 white knight · g3 white pawn · h3 white bishop · a2 white pawn · b2 white pawn · c2 white pawn · d2 white rook · f2 white pawn · h2 white pawn · b1 white king · d1 white rook | c8 black rook · f8 black rook · g8 black king · b7 black pawn · d7 black bishop · e7 black knight · f7 black pawn · g7 black bishop · h7 black pawn · a6 black pawn · b6 black queen · d6 black pawn · e6 black pawn · f6 black pawn · h5 white queen · e4 white pawn · b3 white knight · c3 white knight · g3 white pawn · h3 white bishop · a2 white pawn · b2 white pawn · c2 white pawn · d2 white rook · f2 white pawn · h2 white pawn · b1 white king · d1 white rook | c8 black rook · f8 black rook · g8 black king · b7 black pawn · d7 black bishop · e7 black knight · f7 black pawn · g7 black bishop · h7 black pawn · a6 black pawn · b6 black queen · d6 black pawn · e6 black pawn · f6 black pawn · h5 white queen · e4 white pawn · b3 white knight · c3 white knight · g3 white pawn · h3 white bishop · a2 white pawn · b2 white pawn · c2 white pawn · d2 white rook · f2 white pawn · h2 white pawn · b1 white king · d1 white rook | c8 black rook · f8 black rook · g8 black king · b7 black pawn · d7 black bishop · e7 black knight · f7 black pawn · g7 black bishop · h7 black pawn · a6 black pawn · b6 black queen · d6 black pawn · e6 black pawn · f6 black pawn · h5 white queen · e4 white pawn · b3 white knight · c3 white knight · g3 white pawn · h3 white bishop · a2 white pawn · b2 white pawn · c2 white pawn · d2 white rook · f2 white pawn · h2 white pawn · b1 white king · d1 white rook | c8 black rook · f8 black rook · g8 black king · b7 black pawn · d7 black bishop · e7 black knight · f7 black pawn · g7 black bishop · h7 black pawn · a6 black pawn · b6 black queen · d6 black pawn · e6 black pawn · f6 black pawn · h5 white queen · e4 white pawn · b3 white knight · c3 white knight · g3 white pawn · h3 white bishop · a2 white pawn · b2 white pawn · c2 white pawn · d2 white rook · f2 white pawn · h2 white pawn · b1 white king · d1 white rook | 5 |
| 4 | c8 black rook · f8 black rook · g8 black king · b7 black pawn · d7 black bishop · e7 black knight · f7 black pawn · g7 black bishop · h7 black pawn · a6 black pawn · b6 black queen · d6 black pawn · e6 black pawn · f6 black pawn · h5 white queen · e4 white pawn · b3 white knight · c3 white knight · g3 white pawn · h3 white bishop · a2 white pawn · b2 white pawn · c2 white pawn · d2 white rook · f2 white pawn · h2 white pawn · b1 white king · d1 white rook | c8 black rook · f8 black rook · g8 black king · b7 black pawn · d7 black bishop · e7 black knight · f7 black pawn · g7 black bishop · h7 black pawn · a6 black pawn · b6 black queen · d6 black pawn · e6 black pawn · f6 black pawn · h5 white queen · e4 white pawn · b3 white knight · c3 white knight · g3 white pawn · h3 white bishop · a2 white pawn · b2 white pawn · c2 white pawn · d2 white rook · f2 white pawn · h2 white pawn · b1 white king · d1 white rook | c8 black rook · f8 black rook · g8 black king · b7 black pawn · d7 black bishop · e7 black knight · f7 black pawn · g7 black bishop · h7 black pawn · a6 black pawn · b6 black queen · d6 black pawn · e6 black pawn · f6 black pawn · h5 white queen · e4 white pawn · b3 white knight · c3 white knight · g3 white pawn · h3 white bishop · a2 white pawn · b2 white pawn · c2 white pawn · d2 white rook · f2 white pawn · h2 white pawn · b1 white king · d1 white rook | c8 black rook · f8 black rook · g8 black king · b7 black pawn · d7 black bishop · e7 black knight · f7 black pawn · g7 black bishop · h7 black pawn · a6 black pawn · b6 black queen · d6 black pawn · e6 black pawn · f6 black pawn · h5 white queen · e4 white pawn · b3 white knight · c3 white knight · g3 white pawn · h3 white bishop · a2 white pawn · b2 white pawn · c2 white pawn · d2 white rook · f2 white pawn · h2 white pawn · b1 white king · d1 white rook | c8 black rook · f8 black rook · g8 black king · b7 black pawn · d7 black bishop · e7 black knight · f7 black pawn · g7 black bishop · h7 black pawn · a6 black pawn · b6 black queen · d6 black pawn · e6 black pawn · f6 black pawn · h5 white queen · e4 white pawn · b3 white knight · c3 white knight · g3 white pawn · h3 white bishop · a2 white pawn · b2 white pawn · c2 white pawn · d2 white rook · f2 white pawn · h2 white pawn · b1 white king · d1 white rook | c8 black rook · f8 black rook · g8 black king · b7 black pawn · d7 black bishop · e7 black knight · f7 black pawn · g7 black bishop · h7 black pawn · a6 black pawn · b6 black queen · d6 black pawn · e6 black pawn · f6 black pawn · h5 white queen · e4 white pawn · b3 white knight · c3 white knight · g3 white pawn · h3 white bishop · a2 white pawn · b2 white pawn · c2 white pawn · d2 white rook · f2 white pawn · h2 white pawn · b1 white king · d1 white rook | c8 black rook · f8 black rook · g8 black king · b7 black pawn · d7 black bishop · e7 black knight · f7 black pawn · g7 black bishop · h7 black pawn · a6 black pawn · b6 black queen · d6 black pawn · e6 black pawn · f6 black pawn · h5 white queen · e4 white pawn · b3 white knight · c3 white knight · g3 white pawn · h3 white bishop · a2 white pawn · b2 white pawn · c2 white pawn · d2 white rook · f2 white pawn · h2 white pawn · b1 white king · d1 white rook | c8 black rook · f8 black rook · g8 black king · b7 black pawn · d7 black bishop · e7 black knight · f7 black pawn · g7 black bishop · h7 black pawn · a6 black pawn · b6 black queen · d6 black pawn · e6 black pawn · f6 black pawn · h5 white queen · e4 white pawn · b3 white knight · c3 white knight · g3 white pawn · h3 white bishop · a2 white pawn · b2 white pawn · c2 white pawn · d2 white rook · f2 white pawn · h2 white pawn · b1 white king · d1 white rook | 4 |
| 3 | c8 black rook · f8 black rook · g8 black king · b7 black pawn · d7 black bishop · e7 black knight · f7 black pawn · g7 black bishop · h7 black pawn · a6 black pawn · b6 black queen · d6 black pawn · e6 black pawn · f6 black pawn · h5 white queen · e4 white pawn · b3 white knight · c3 white knight · g3 white pawn · h3 white bishop · a2 white pawn · b2 white pawn · c2 white pawn · d2 white rook · f2 white pawn · h2 white pawn · b1 white king · d1 white rook | c8 black rook · f8 black rook · g8 black king · b7 black pawn · d7 black bishop · e7 black knight · f7 black pawn · g7 black bishop · h7 black pawn · a6 black pawn · b6 black queen · d6 black pawn · e6 black pawn · f6 black pawn · h5 white queen · e4 white pawn · b3 white knight · c3 white knight · g3 white pawn · h3 white bishop · a2 white pawn · b2 white pawn · c2 white pawn · d2 white rook · f2 white pawn · h2 white pawn · b1 white king · d1 white rook | c8 black rook · f8 black rook · g8 black king · b7 black pawn · d7 black bishop · e7 black knight · f7 black pawn · g7 black bishop · h7 black pawn · a6 black pawn · b6 black queen · d6 black pawn · e6 black pawn · f6 black pawn · h5 white queen · e4 white pawn · b3 white knight · c3 white knight · g3 white pawn · h3 white bishop · a2 white pawn · b2 white pawn · c2 white pawn · d2 white rook · f2 white pawn · h2 white pawn · b1 white king · d1 white rook | c8 black rook · f8 black rook · g8 black king · b7 black pawn · d7 black bishop · e7 black knight · f7 black pawn · g7 black bishop · h7 black pawn · a6 black pawn · b6 black queen · d6 black pawn · e6 black pawn · f6 black pawn · h5 white queen · e4 white pawn · b3 white knight · c3 white knight · g3 white pawn · h3 white bishop · a2 white pawn · b2 white pawn · c2 white pawn · d2 white rook · f2 white pawn · h2 white pawn · b1 white king · d1 white rook | c8 black rook · f8 black rook · g8 black king · b7 black pawn · d7 black bishop · e7 black knight · f7 black pawn · g7 black bishop · h7 black pawn · a6 black pawn · b6 black queen · d6 black pawn · e6 black pawn · f6 black pawn · h5 white queen · e4 white pawn · b3 white knight · c3 white knight · g3 white pawn · h3 white bishop · a2 white pawn · b2 white pawn · c2 white pawn · d2 white rook · f2 white pawn · h2 white pawn · b1 white king · d1 white rook | c8 black rook · f8 black rook · g8 black king · b7 black pawn · d7 black bishop · e7 black knight · f7 black pawn · g7 black bishop · h7 black pawn · a6 black pawn · b6 black queen · d6 black pawn · e6 black pawn · f6 black pawn · h5 white queen · e4 white pawn · b3 white knight · c3 white knight · g3 white pawn · h3 white bishop · a2 white pawn · b2 white pawn · c2 white pawn · d2 white rook · f2 white pawn · h2 white pawn · b1 white king · d1 white rook | c8 black rook · f8 black rook · g8 black king · b7 black pawn · d7 black bishop · e7 black knight · f7 black pawn · g7 black bishop · h7 black pawn · a6 black pawn · b6 black queen · d6 black pawn · e6 black pawn · f6 black pawn · h5 white queen · e4 white pawn · b3 white knight · c3 white knight · g3 white pawn · h3 white bishop · a2 white pawn · b2 white pawn · c2 white pawn · d2 white rook · f2 white pawn · h2 white pawn · b1 white king · d1 white rook | c8 black rook · f8 black rook · g8 black king · b7 black pawn · d7 black bishop · e7 black knight · f7 black pawn · g7 black bishop · h7 black pawn · a6 black pawn · b6 black queen · d6 black pawn · e6 black pawn · f6 black pawn · h5 white queen · e4 white pawn · b3 white knight · c3 white knight · g3 white pawn · h3 white bishop · a2 white pawn · b2 white pawn · c2 white pawn · d2 white rook · f2 white pawn · h2 white pawn · b1 white king · d1 white rook | 3 |
| 2 | c8 black rook · f8 black rook · g8 black king · b7 black pawn · d7 black bishop · e7 black knight · f7 black pawn · g7 black bishop · h7 black pawn · a6 black pawn · b6 black queen · d6 black pawn · e6 black pawn · f6 black pawn · h5 white queen · e4 white pawn · b3 white knight · c3 white knight · g3 white pawn · h3 white bishop · a2 white pawn · b2 white pawn · c2 white pawn · d2 white rook · f2 white pawn · h2 white pawn · b1 white king · d1 white rook | c8 black rook · f8 black rook · g8 black king · b7 black pawn · d7 black bishop · e7 black knight · f7 black pawn · g7 black bishop · h7 black pawn · a6 black pawn · b6 black queen · d6 black pawn · e6 black pawn · f6 black pawn · h5 white queen · e4 white pawn · b3 white knight · c3 white knight · g3 white pawn · h3 white bishop · a2 white pawn · b2 white pawn · c2 white pawn · d2 white rook · f2 white pawn · h2 white pawn · b1 white king · d1 white rook | c8 black rook · f8 black rook · g8 black king · b7 black pawn · d7 black bishop · e7 black knight · f7 black pawn · g7 black bishop · h7 black pawn · a6 black pawn · b6 black queen · d6 black pawn · e6 black pawn · f6 black pawn · h5 white queen · e4 white pawn · b3 white knight · c3 white knight · g3 white pawn · h3 white bishop · a2 white pawn · b2 white pawn · c2 white pawn · d2 white rook · f2 white pawn · h2 white pawn · b1 white king · d1 white rook | c8 black rook · f8 black rook · g8 black king · b7 black pawn · d7 black bishop · e7 black knight · f7 black pawn · g7 black bishop · h7 black pawn · a6 black pawn · b6 black queen · d6 black pawn · e6 black pawn · f6 black pawn · h5 white queen · e4 white pawn · b3 white knight · c3 white knight · g3 white pawn · h3 white bishop · a2 white pawn · b2 white pawn · c2 white pawn · d2 white rook · f2 white pawn · h2 white pawn · b1 white king · d1 white rook | c8 black rook · f8 black rook · g8 black king · b7 black pawn · d7 black bishop · e7 black knight · f7 black pawn · g7 black bishop · h7 black pawn · a6 black pawn · b6 black queen · d6 black pawn · e6 black pawn · f6 black pawn · h5 white queen · e4 white pawn · b3 white knight · c3 white knight · g3 white pawn · h3 white bishop · a2 white pawn · b2 white pawn · c2 white pawn · d2 white rook · f2 white pawn · h2 white pawn · b1 white king · d1 white rook | c8 black rook · f8 black rook · g8 black king · b7 black pawn · d7 black bishop · e7 black knight · f7 black pawn · g7 black bishop · h7 black pawn · a6 black pawn · b6 black queen · d6 black pawn · e6 black pawn · f6 black pawn · h5 white queen · e4 white pawn · b3 white knight · c3 white knight · g3 white pawn · h3 white bishop · a2 white pawn · b2 white pawn · c2 white pawn · d2 white rook · f2 white pawn · h2 white pawn · b1 white king · d1 white rook | c8 black rook · f8 black rook · g8 black king · b7 black pawn · d7 black bishop · e7 black knight · f7 black pawn · g7 black bishop · h7 black pawn · a6 black pawn · b6 black queen · d6 black pawn · e6 black pawn · f6 black pawn · h5 white queen · e4 white pawn · b3 white knight · c3 white knight · g3 white pawn · h3 white bishop · a2 white pawn · b2 white pawn · c2 white pawn · d2 white rook · f2 white pawn · h2 white pawn · b1 white king · d1 white rook | c8 black rook · f8 black rook · g8 black king · b7 black pawn · d7 black bishop · e7 black knight · f7 black pawn · g7 black bishop · h7 black pawn · a6 black pawn · b6 black queen · d6 black pawn · e6 black pawn · f6 black pawn · h5 white queen · e4 white pawn · b3 white knight · c3 white knight · g3 white pawn · h3 white bishop · a2 white pawn · b2 white pawn · c2 white pawn · d2 white rook · f2 white pawn · h2 white pawn · b1 white king · d1 white rook | 2 |
| 1 | c8 black rook · f8 black rook · g8 black king · b7 black pawn · d7 black bishop · e7 black knight · f7 black pawn · g7 black bishop · h7 black pawn · a6 black pawn · b6 black queen · d6 black pawn · e6 black pawn · f6 black pawn · h5 white queen · e4 white pawn · b3 white knight · c3 white knight · g3 white pawn · h3 white bishop · a2 white pawn · b2 white pawn · c2 white pawn · d2 white rook · f2 white pawn · h2 white pawn · b1 white king · d1 white rook | c8 black rook · f8 black rook · g8 black king · b7 black pawn · d7 black bishop · e7 black knight · f7 black pawn · g7 black bishop · h7 black pawn · a6 black pawn · b6 black queen · d6 black pawn · e6 black pawn · f6 black pawn · h5 white queen · e4 white pawn · b3 white knight · c3 white knight · g3 white pawn · h3 white bishop · a2 white pawn · b2 white pawn · c2 white pawn · d2 white rook · f2 white pawn · h2 white pawn · b1 white king · d1 white rook | c8 black rook · f8 black rook · g8 black king · b7 black pawn · d7 black bishop · e7 black knight · f7 black pawn · g7 black bishop · h7 black pawn · a6 black pawn · b6 black queen · d6 black pawn · e6 black pawn · f6 black pawn · h5 white queen · e4 white pawn · b3 white knight · c3 white knight · g3 white pawn · h3 white bishop · a2 white pawn · b2 white pawn · c2 white pawn · d2 white rook · f2 white pawn · h2 white pawn · b1 white king · d1 white rook | c8 black rook · f8 black rook · g8 black king · b7 black pawn · d7 black bishop · e7 black knight · f7 black pawn · g7 black bishop · h7 black pawn · a6 black pawn · b6 black queen · d6 black pawn · e6 black pawn · f6 black pawn · h5 white queen · e4 white pawn · b3 white knight · c3 white knight · g3 white pawn · h3 white bishop · a2 white pawn · b2 white pawn · c2 white pawn · d2 white rook · f2 white pawn · h2 white pawn · b1 white king · d1 white rook | c8 black rook · f8 black rook · g8 black king · b7 black pawn · d7 black bishop · e7 black knight · f7 black pawn · g7 black bishop · h7 black pawn · a6 black pawn · b6 black queen · d6 black pawn · e6 black pawn · f6 black pawn · h5 white queen · e4 white pawn · b3 white knight · c3 white knight · g3 white pawn · h3 white bishop · a2 white pawn · b2 white pawn · c2 white pawn · d2 white rook · f2 white pawn · h2 white pawn · b1 white king · d1 white rook | c8 black rook · f8 black rook · g8 black king · b7 black pawn · d7 black bishop · e7 black knight · f7 black pawn · g7 black bishop · h7 black pawn · a6 black pawn · b6 black queen · d6 black pawn · e6 black pawn · f6 black pawn · h5 white queen · e4 white pawn · b3 white knight · c3 white knight · g3 white pawn · h3 white bishop · a2 white pawn · b2 white pawn · c2 white pawn · d2 white rook · f2 white pawn · h2 white pawn · b1 white king · d1 white rook | c8 black rook · f8 black rook · g8 black king · b7 black pawn · d7 black bishop · e7 black knight · f7 black pawn · g7 black bishop · h7 black pawn · a6 black pawn · b6 black queen · d6 black pawn · e6 black pawn · f6 black pawn · h5 white queen · e4 white pawn · b3 white knight · c3 white knight · g3 white pawn · h3 white bishop · a2 white pawn · b2 white pawn · c2 white pawn · d2 white rook · f2 white pawn · h2 white pawn · b1 white king · d1 white rook | c8 black rook · f8 black rook · g8 black king · b7 black pawn · d7 black bishop · e7 black knight · f7 black pawn · g7 black bishop · h7 black pawn · a6 black pawn · b6 black queen · d6 black pawn · e6 black pawn · f6 black pawn · h5 white queen · e4 white pawn · b3 white knight · c3 white knight · g3 white pawn · h3 white bishop · a2 white pawn · b2 white pawn · c2 white pawn · d2 white rook · f2 white pawn · h2 white pawn · b1 white king · d1 white rook | 1 |
|   | a | b | c | d | e | f | g | h |   |

Првенство СЦГ 2006.
1. е4 ц5 2. Сф3 д6 3. д4 цд4 4. Сд4 Сф6 5. Сц3 Лд7 6. Лг5 е6 7. Сдб5 Лц6 8. Лф6 гф6 9. Дх5 а6 10. Сд4 Лд7 11. 0-0-0 Сц6 12. Сб3 Дб6 13. Тд2 Тц8 14. Кб1 Се7 15. г3 Лг7 16. Лх3 0-0 17. Тхд1 (дијаграм) Тц3 18. бц3 Лц6 19. Лг2 ф5 20. Дг5 Дц7 21. ц4 фе4 22. ц3 д5 23. ц5 х6 24. Дх5 Ла4 25. Тц2 Лб3 26. аб3 Дц5 27. б4 Дц4 28. Тдц1 Тц8 29. Лф1 Дб3+ 30. Тб2 Да3 31. Та2 Дб3+ 32. Тб2 Да4 33. Дх4 Сг6 34. Дх5 Тц3 0-1

## Шаховске олимпијаде

### Укупни учинак кроз статистику
| Године          | Σ поена | Σ партија |  | +  | =  | -  |  | %    | Освојене медаље на олимпијади тимске\| појединачне |
| 1990, 1994-2004 | 43½     | 79        |  | 29 | 29 | 21 |  | 55.1 | 0 - 0 - 0 \| 0 - 0 - 0                             |

### Статистика по годинама
| Година | Табла | Σ поена | Σ партија |  | + | = | - |  | %    | тимско место | појединачно |
| 2004.  | 1     | 4½      | 10        |  | 3 | 3 | 4 |  | 45.0 | 15.          |             |
| 2002.  | 2     | 7½      | 13        |  | 5 | 5 | 3 |  | 57.7 | 10.          |             |
| 2000.  | 1     | 6       | 12        |  | 5 | 2 | 5 |  | 50.0 | 24.          |             |
| 1998.  | 2     | 7½      | 12        |  | 5 | 5 | 2 |  | 62.5 | 18.          |             |
| 1996.  | 2     | 8½      | 12        |  | 6 | 5 | 1 |  | 70.8 | 22.          |             |
| 1994.  | 2     | 6½      | 13        |  | 3 | 7 | 3 |  | 50.0 | 15.          |             |
| 1990.  | 4     | 3       | 7         |  | 2 | 2 | 3 |  | 42.9 | 5.           |             |

## Светска првенства у шаху кроз статистику
| Година | Табла  | Σ поена | Σ партија |  | + | = | - |  | %    | тимско место | појединачно |
| 1989.  | 2 рез. | 6       | 7         |  | 5 | 2 | 0 |  | 85.7 | 2.           | 2.          |

## Учешће на европским тимским шампионатима
| Место    | Земља    | Табла | Скор | Тимски резултат |
| Дебрецин | Мађарска | 2.    | 1/1  |                 |

| Место  | Земља   | Табла | Скор | Тимски резултат |
| Батуми | Грузија | 1.    | 3½/9 | 26.             |

| Место | Земља   | Табла | Скор | Тимски резултат |
| Леон  | Шпанија | 1.    | 2/6  | 17.             |

| Место   | Земља    | Табла | Скор | Тимски резултат |
| Пловдив | Бугарска | 1.    | 4/9  | 22.             |

| Место    | Земља   | Табла | Скор | Тимски резултат |
| Гетеборг | Шведска | 1.    | 2½/7 | 11.             |

| Место    | Земља | Табла | Скор | Тимски резултат |
| Хераклио | Грчка | 2.    | 1/4  | 21.             |